# アスタラビスタ (スーパーマーケット)
株式会社アスタラビスタ（英: Hastalavista Co.,Ltd.）は、福岡県三潴郡大木町に本社を置くスーパーマーケットである。

## 概要
い草製品メーカーのイケヒコ・コーポレーション(三潴郡大木町)の関連会社として設立。店舗の少ない地域の利便性を高めるためスーパーマーケット事業を開始し、1995年(平成7年)11月、1号店となる大木店が開店した。以降、1年1店舗ペースで出店。福岡県と佐賀県に20店舗を展開している。「アスタラビスタ」とはスペイン語で「また会いましょう」と言う意味。
ワンストップショッピングを目指し、食品に加えて衣料品、雑貨など生活必需品を揃えており、ディスカウントストアやドラッグストアに対する競争力強化にも繋がっている。
2015年(平成27年)から、過疎地向けに移動スーパー「とくし丸」と提携。八女インター店、黒木店、広川店、吉野ヶ里店より巡回を行っている。

## 沿革
- 1995年（平成7年）11月 - 創業。
- 2019年（令和元年）6月21日 - 祐徳自動車が運営する食品スーパー事業、ユートク食品館を買収。北方店を除く4店舗（久留米店、牛津店、嬉野店、鳥栖店）を譲受した[6]。

## 店舗

### 福岡県
| 店名           | 所在地                            | 備考                           |
| -------------- | --------------------------------- | ------------------------------ |
| 大川店         | 大川市大字一木字後新開577-1       | 2006年開店                     |
| 久留米店       | 久留米市諏訪野町1809              | ユートク食品館より譲渡         |
| 城島店         | 久留米市城島町樽津1381-7          | 1999年開店                     |
| 八女インター店 | 筑後市長浜字土居の内75-1          | 2001年開店                     |
| 下庄店         | みやま市瀬高町下庄字筒井1537-1    | 2019年開店                     |
| 瀬高店         | みやま市瀬高町大字小川字池田212-1 | 2000年開店                     |
| 高田店         | みやま市高田町北新開字古賀209     | 2007年開店                     |
| 大和店         | 柳川市大和町大字鷹ノ尾134-1       | 2004年開店                     |
| 柳川西店       | 柳川市東蒲池字蓮池1520            | 2014年開店                     |
| 黒木店         | 八女市黒木町今156番地             | 2009年開店                     |
| 太刀洗店       | 朝倉郡筑前町高田字下田2538-2      | 2014年開店                     |
| 大木店         | 三潴郡大木町大字高橋517-1         | 1995年11月23日開店、本社所在地 |
| 広川店         | 八女郡広川町大字広川字高長85番地  | 2010年開店                     |

### 佐賀県
| 店名       | 所在地                              | 備考                       |
| ---------- | ----------------------------------- | -------------------------- |
| 佐賀店     | 佐賀市白山2丁目7番1号               | 2008年開店、エスプラッツ内 |
| 嬉野店     | 嬉野市嬉野町大字下宿丙36            | ユートク食品館より譲渡     |
| 牛津店     | 小城市牛津町勝1499-1                | ユートク食品館より譲渡     |
| 鳥栖店     | 鳥栖市古賀町311                     | ユートク食品館より譲渡     |
| 吉野ヶ里店 | 神埼郡吉野ヶ里町三津566番地         | 2010年開店                 |
| 三根店     | 三養基郡みやき町大字市武848-1       | 2013年開店                 |
| みやき店   | 三養基郡みやき町大字蓑原千入道888-1 | 2012年開店                 |